# Gerbilliscus kempii
Gerbilliscus kempii is een zoogdier uit de familie van de Muridae. De wetenschappelijke naam van de soort werd voor het eerst geldig gepubliceerd door Wroughton in 1906.

## Voorkomen
De soort komt voor in Benin, Burkina Faso, Burundi, Kameroen, de Centraal-Afrikaanse Republiek, Tsjaad, Congo-Kinshasa, Ivoorkust, Ethiopië, Ghana, Guinee, Kenia, Mali, Nigeria, Rwanda, Sierra Leone, Soedan, Togo en Oeganda.